# 대홍수 (역사)
대홍수(大洪水, 폴란드어: Potop)란 말은 폴란드-리투아니아 연방의 17세기 중반 일련의 전역을 말한다. 넓은 의미로 1648년 흐멜니츠키 봉기(Khmelnytsky (Chmielnicki) Uprising)부터 1667년 안드루소보 휴전(Truce of Andrusovo)까지 연방을 무대로 러시아-폴란드와 제2차 북방 전쟁을 포함한다. 엄밀한 의미로 이 말은 제2차 북방 전쟁(1655년-1660년);다만 리투아니아와 폴란드에서는 스웨덴 대홍수(Swedish Deluge; 리투아니아어: Švedų tvanas, 폴란드어: Potop Szwedzki)라고 알려져 있는 스웨덴의 침입과 연방의 영토 점령을 가리킨다. 전쟁 기간 동안 연방은 강대국의 지위와 어림잡아 인구의 ⅓에 해당하는 인구를 잃었다.

## 역사적 사건
1648년 루테니아(Ruthenia)의 봉건 영주 보흐단 흐멜니츠키(Bohdan Khmelnytsky;폴란드에서는 "Bohdan Chmielnicki")가 폴란드 마그나트(magnate)의 지배에 불만을 품고 자포리자 카자크 및 우크라이나 농민을 이끌고 민중 봉기를 일으켰다.
반란은 많은 파괴를 일으키다가 1651년 베레스테츠코 전투(Battle of Berestechko) 후 일단 휴전이 성립되었으나 1654년 러시아가 우크라이나의 보호를 구실로 1654년-1667년의 러시아-폴란드 전쟁을 일으켜 연방에 공격해 들어와 연방령의 동쪽 절반을 점령했다. 발트 지방을 시작으로 왕위 다툼 등(지그문트 3세 바사가 1599년 스웨덴의 세습왕위를 쫓겨난 이후, 바사 가문의 여러 왕들은 스웨덴 왕위의 탈환을 요구했고, 연방 의회의 강력한 반대에 부딪쳤음에도 적대정책을 계속했다), 기타 이유로 연방과 오랜 기간 다툼을 계속했던 스웨덴 제국은 이 상황을 호기로 보고, 다음해 1655년 연방을 침입해 연방의 남은 절반을 점령했다.
두명의 폴란드-리투아니아 귀족 야누시 라지비우(Janusz Radziwiłł) 공과 보구스와프 라지비우(Bogusław Radziwiłł) 공은 혼란한 연방에 내부분쟁을 일으켰고, 폴란드-리투아니아 연합(Polish-Lithuanian union)체제와 연방정부를 붕괴시킬 목적으로 스웨덴 왕 칼 10세 구스타브와 교섭을 개시했다. 그들은 케다이냐이(Kėdainiai)에서 합병에 관한 조약에 조인했으나, 이 조약에는 리투아니아 대공국에서 2개의 공국을 분할 독립시켜 라지비우 가문의 공들에게 양도하고, 대공국령의 남은 지역은 스웨덴의 속국(vassal)이 된다는 것이 약속되었다(케다이냐이 합병(Union of Kėdainiai).
폴란드-리투아니아 연방의 국왕 얀 2세 카지미에시(John II Casimir)는 의지해야 할 귀족계급(슐라흐타(szlachta)에게 너무나 인기가 없었고, 그것은 그가 오스트리아의 절대주의에 공감하고 귀족들의 "사르마티즘"(Sarmatism) 문화를 확실히 경시했기 때문이었다. 또한 즉위하기 전 1643년 예수회(Jesuits)의 수도사가 되어 추기경에 임명되었다가 1646년 폴란드 국왕선거에 나서기 위해 이 성직을 버리고 1648년 선출된 경력을 갖고 있던 군주였다. 그래서 일부 귀족은 스웨덴 왕 카를 구스타프(얀 카지미에시의 종제였다)측이 폴란드 왕에 어울린다고 보고 있었다. 왕관령 부대법관(Deputy Chancellor of the Crown) 히에로님 라지에요프스키(Hieronim Radziejowski) 및 왕관령 재무장관(Grand Treasurer of the Crown) 보구스와프 레슈친스키(Bogusław Leszczyński)를 시작으로 하는 많은 귀족들이 예수회 밖에 지지기반이 없었던 얀 카지미에슈를 버리고 카를 구스타프에게 폴란드 왕이 되라고 권유하였다.
스웨덴 군이 폴란드로 최초 침공을 개시하자, 포즈난(Poznań)의 보이보드(Voivod) 크시슈토프 오팔린스키(Krzysztof Opaliński)는 대 폴란드(Great Poland)를 카를 구스타프에게 넘겨주었고, 기타 지역도 그를 따라 항복했다. 연방령의 서쪽 지역의 대부분이 스웨덴 지배하에 들어가자 스웨덴인들은 1655년 아무 저항없이 바르샤바에 입성했고, 얀 카지미에슈는 실레지아(Silesia)로 망명했다. 그런데 소수의 지역에서는 저항운동이 계속되었고, 그 중심이라고 말할 수 있는 곳이 야스나 고라(Jasna Góra) 수도원이었다. 1655년 11월부터 1666년 1월까지 계속된 야스나 고라 공성전에서 이 신성한 요새의 수비대는 대수도원장(Grand Prior) 아우구스틴 코르데츠키(Augustyn Kordecki)의 지휘를 받으며 적군을 쫓아 버렸다. 야스나 고라의 승리는 스웨덴을 상대하는 폴란드 레지스탕스에게 큰 용기를 주었다. 1655년 12월 망명 중이었던 얀 카지미에시를 지지하는 티쇼프체 연맹(Tyszowce Confederation)이 결성되었다.
봉기가 전국적인 규모로 발생해 각지에 산재된 외국군을 공격하기 시작했다. 봉기한 군세는 스테판 차르니에츠키(Stefan Czarniecki)와 리투아니아 대헤트만 얀 파베우 사피에하(Jan Paweł Sapieha)의 지휘 아래 통합되었을 때 그들은 카를 구스타프에게 충성을 맹세한 세력을 배제하고, 반전해 공격을 시작했다. 얀 2세 카지미에슈는 이들의 지지를 받아 1656년 르부프(Lwów) 대성당에서 왕위에 올랐다(르부프 선서(Lwów Oath). 연방군은 1657년 스웨덴인의 군세를 국외로 쫓아버렸다.

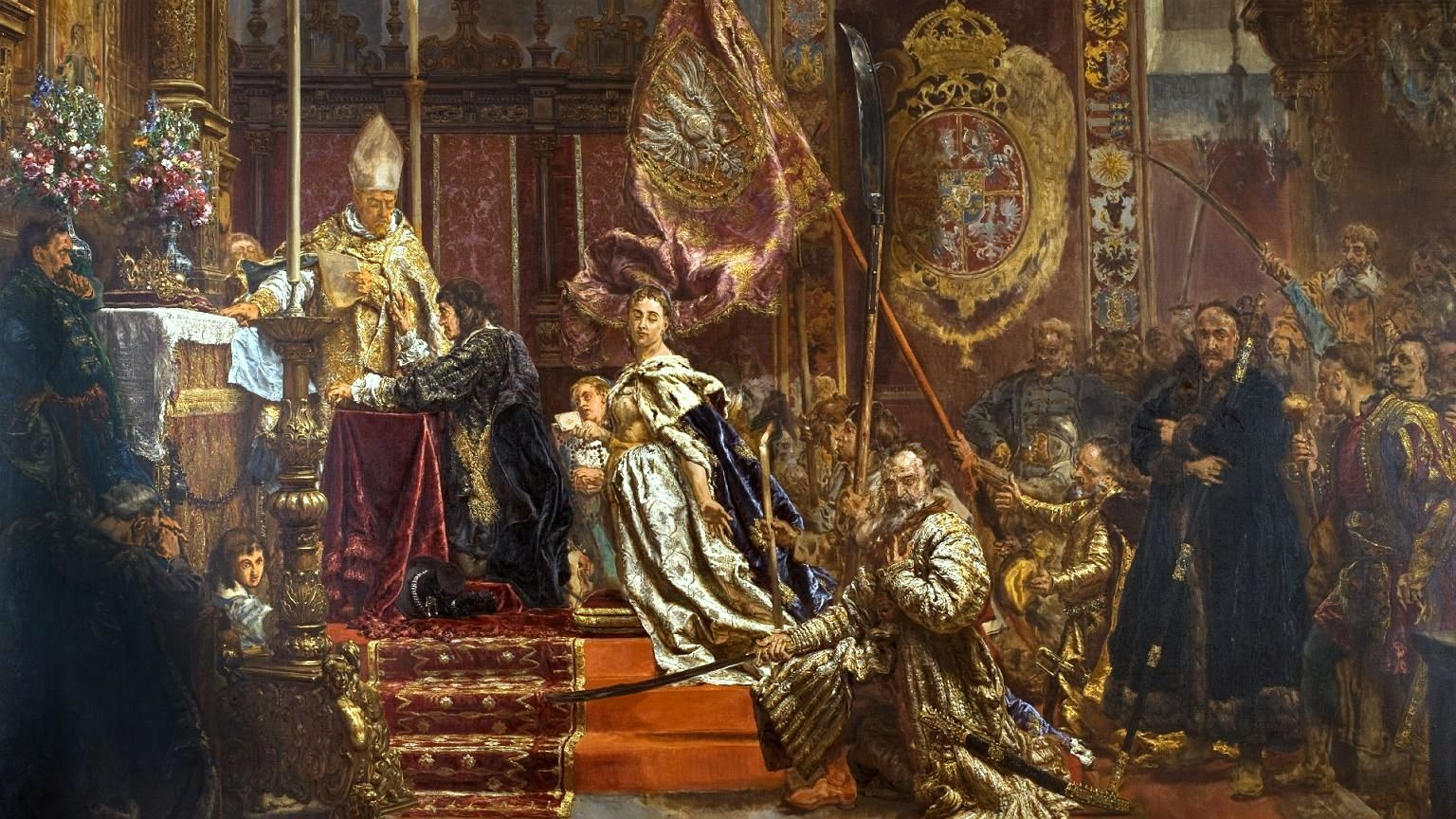
대홍수 기간 1655년 점령한 리부프에서 폴란드 왕을 선언하는 얀 카지미에슈.

연방은 트란실바니아와 브란덴부르크-프로이센의 군세에게 승리했으나 프로이센 공국에 관해서는 폴란드와의 봉신관계를 해제하고 독립국가가 되는 것을 인정할 수 밖에 없었다(1657년 베라우 조약(Treaty of Wehlau).
1658년 9월 16일 하디아치 조약(Treaty of Hadiach)에 의해 연방의 남동부에 있는 루테니아와 우크라이나 코사크는 폴란드와 리투아니아의 양국과 동격의 지위로 올려져 폴란드-리투아니아 연방은 폴란드-리투아니아-루테니아 연방( Polish-Lithuanian-Ruthenian Commonwealth, 폴란드어:Rzeczpospolita Trojga Narodów, "3개 민족 연합"(Commonwealth of Three Nations)로 변하게 되었다. 우크라이나 헤트만 이반 비호프스키(Ivan Vyhovsky)와 코사크의 지도층(스타르시나;starshyna)에 의해 지지 받았던 이 조약은 동유럽의 국제관계를 크게 변화시키는 일이 되었다. 그런데 이 조약이 발효되는 일은 없었다. 이 조약을 무시하고 러시아 차르국은 우크라이나에 대한 권리를 주장하고 있었다.
우크라이나 전쟁(1654-1667)은 1667년 1월 13일 안드루소보 조약으로 종결되었다.(폴란드-리투아니아는 러시아-투르크 전쟁 (1676년-1681년)에서 투르크편에 참여해 오스만과 연결된 크림을 얻는 이익을 얻었다.] 이 조약으로 인해 러시아 차르국은 좌안 우크라이나(Left-bank Ukraine;드네프르강 왼쪽지역)을 획득하고 우안 우크라이나(Right-bank Ukraine;드네프르 강 오른쪽지역)만이 연방령으로 남게 되었다. 조약은 러시아가 20년 후 좌안 우크라이나를 연방에게 반환하기로 하였으나, 1686년 체결된 1686년 항구적 평화조약(Eternal Peace Treaty of 1686)에 의해 러시아의 좌안 우크라이나 영유는 영구적인 것이 되었다.

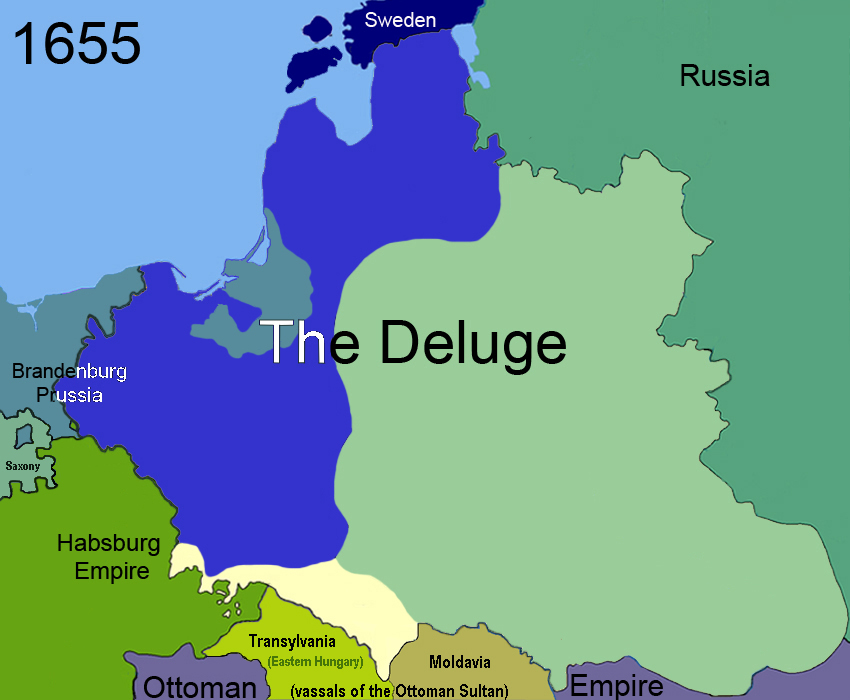
대홍수 기간 폴란드

대홍수는 폴란드에서 종교적 관용의 시대를 끝나게 만들었다. 그 대부분이 비가톨릭 교도였던 침략자들은 대부분이 가톨릭교도인 폴란드인들에게 적의를 갖고 있었다. 1658년 일어난 프로텐스탄트의 폴란드 형제단(Polish brethren) 추방은 증가한 종교적 비관용의 일례에 불과한 것이었다. 이 대홍수 시기 수천 명의 많은 유대인들이 반란자 자포리자 카자크(Zaporozhian Cossacks)들에게 포그롬의 대상이 되어 학살되었다.

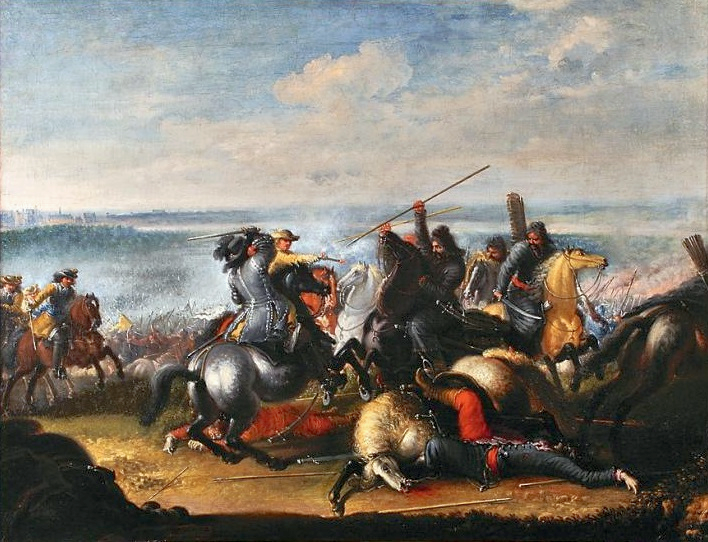
바르샤바 전투 (1656년)에서 스웨덴 왕 칼 10세 구스타브

## 같이 보기
- 귀족 민주주의
- 제2차 북방 전쟁
- 하다치 조약
- 올리바 조약
- 대홍수 (소설)
- 타타르 침공